# Aldrovandia mediorostris
Aldrovandia mediorostris es una especie de pez del género Aldrovandia, familia Halosauridae. Fue descrita científicamente por Günther en 1887.
Se distribuye por la región del Pacífico Indo-Occidental: mar Arábigo entre Maldivas y Cabo Comorín; Indonesia y Filipinas. La longitud estándar (SL) es de 43 centímetros.
Está clasificada como una especie marina inofensiva para el ser humano.